# Круглый год (журнал)
Круглый год (англ. All the Year Round) — литературный журнал, издававшийся Чарльзом Диккенсом с 1859 по 1870 год. После смерти Диккенса продолжил выпускаться его сыном, Чарльзом Диккенсом-младшим (англ.) вплоть до 1895 года. В этом журнале был впервые опубликованы романы «Женщина в белом» и «Лунный камень» Уилки Коллинза. Его младший брат, художник Чарльз Коллинз сотрудничал в журнале в качестве постоянного художественного критика, чьи статьи были «отмечены характерной нотой меланхолического юмора». Также, в журнале были впервые опубликованы такие произведения самого Диккенса, как «Большие надежды» и «Повесть о двух городах».

## Авторы
- Уилки Коллинз и его брат Чарльз Коллинз.
- Энтони Троллоп и его мать, Фрэнсис Троллоп.
- Эдвард Бульвер-Литтон.
- Элизабет Гаскелл.
- Чарльз Ливер.
- Чарльз Рид.